# New Iberia
New Iberia település az Amerikai Egyesült Államok Louisiana államában, Iberia megyében, melynek megyeszékhelye is. Lakosainak száma 28 555 fő (2020. április 1.).

## Népesség
A település népességének változása:

| 2010 | 30 617 |
| 2020 | 28 555 |